# ミルトン (競技馬)
ミルトン（Milton、1977年 - 1999年7月4日）は、イギリスの障害飛越競技馬。
- 別名: マリウスシルバージュビリー
- 性別: 騸馬
- 毛色: 芦毛
- 品種: オランダ温血種
- 体高: 16.2ハンド（168センチメートル）
- 血統: 父マリウス、母アストンアンサーズ（母父エニィクエスチョンズ）
- 生産者: ジョン・ハーディング＝ロールズ
- 騎乗者: ジョン・ホワイテーカー、キャロライン・ブラッドレー、ステファン・ハードレー
- 馬主: ブラッドレー夫妻

1977年に生まれたミルトンは、0歳のときにキャロライン・ブラッドレーに購入された。父マリウスはオランダ産で国際的な障害飛越用種牡馬、母アストンアンサーズはイギリス産で国内グレードAレベルの競技馬、その姉妹には1970年のフォックスハンター・チャンピオンである障害飛越牝馬ペニーワートがいるという障害の名門の生まれで、ブラッドレーはミルトンが仔馬のころから自分がオリンピックで騎乗する馬だと両親に語っていたというほどである。しかしブラッドレーはミルトンが6歳のときに亡くなってしまい、ブラッドレーの両親にはミルトンへの数多くのオファーがあったが、当初は国際的な騎手だったスティーヴン・ハードリーが、その後ジョン・ホワイテーカーが騎乗することとなった。
ホワイテーカーが騎乗した1985年から1994年にはもっとも成功を収め、イギリス中で大きな人気を得るとともに、競走馬以外で史上初めて獲得賞金が100万ポンドを超えた馬となった。飛越が非常にうまく、バーに触れることも飛越拒否もほとんどなかった。1994年のオリンピア・ホースショーを最後に引退したミルトンに対し、ホワイテーカーは"Simply The Best"という言葉を残している。
1999年7月4日に死亡。現在ヨークシャーにあるホイテカーの自宅前の牧場に埋葬されている。

## 戦績
- 1986年 スプルースメドウズ優勝
- 1987年 ヨーロッパ選手権（セントガレン）個人銀メダル・団体金メダル
- 1987年 FEIワールドカップ・ファイナル（パリ）5位
- 1988年 FEIワールドカップ・ファイナル（ヨーテボリ）8位
- 1989年 ヨーロッパ選手権（ロッテルダム）個人金メダル・団体金メダル
- 1990年 FEIワールドカップ・ファイナル（ドルトムント）優勝
- 1990年 世界選手権（ストックホルム）個人銀メダル・団体金メダル
- 1991年 FEIワールドカップ・ファイナル（ヨーテボリ）優勝
- 1991年 ヨーロッパ選手権（ラバール）5位